# Jaime Viñals
Jaime Francisco Viñals Massanet (Ciudad de Guatemala; 17 de  noviembre de 1966) es un montañista guatemalteco, el primero en Centroamérica en subir la cima más alta del planeta, el monte Everest, y es el único montañista masculino de la región que ha alcanzado las Siete Cumbres, las montañas más altas de cada uno de los siete continentes.

## Biografía
Nacido en la  Ciudad de Guatemala, el  17 de noviembre de 1966  Jaime Francisco Viñals Massanet con 58 años de edad estudió biología en la Universidad de San Carlos. Comenzó escalando localmente en 1987. Desde entonces, ha subido más de 300 montañas en 42 países.
Viñals tuvo la primera iniciativa de escalar el Monte Everest en la primavera de 1994. Después de superar la marca de los 8000 metros, la expedición no tuvo éxito en llegar a la cumbre debido a las inclemencias del tiempo, y tuvo que regresar. El grupo, sin embargo, tuvo éxito en establecer una nueva ruta ascendente. Viñals regresó al Everest en la primavera de 1999, a través de la escalada de la ruta del Sur. En la escalada se lesionó, y una vez más el ascenso quedó inconcluso.
Viñals ha escalado todos los picos de las Siete Cumbres, pero aún no había llegado a la cima del Everest. En 2001, intentó el ascenso por tercera vez: usó una ruta no frecuentada, la ruta del Norte. Él y otros llegaron a la cumbre del Everest el 23 de mayo. Viñals se convirtió en la tercera persona latinoamericana en completar el ascenso de las Siete Cumbres, y es el primer centroamericano o del Caribe en completar la hazaña.
En 2002, Viñals se embarcó en un intento de escalar el pico más alto de cada una de las siete islas más grandes del mundo. Este proyecto incluye la escalada de la cumbre más alta de las Siete Islas más grandes del Mundo (lo finalizó en enero de 2016):
| Isla           | Nombre de la Montaña | Altitud |
| -------------- | -------------------- | ------- |
| Groenlandia    | Gunnbjørn Fjeld      | 3693 m  |
| Nueva Guinea   | Wilhelm              | 4509 m  |
| Borneo         | Kinabalu             | 4101 m  |
| Madagascar     | Maromokotro          | 2876 m  |
| Isla de Baffin | Tête Blanche         | 2156 m  |
| Sumatra        | Kerinci              | 3800 m  |
| Honshū         | Fuji                 | 3776 m  |
| Tenerife       | Teide                | 3718 m  |

## Grandes logros
En enero de 2023 completo el reto de la Trilogía 7 cumbres+7 islas +7 volcanes del Mundo, que consiste en escalar las Siete Cumbres del Mundo, más las Siete Islas del Mundo, más las Siete Cimas Volcánicas del Mundo.
Siete Cumbres del Mundo es llegar a la cima más alta de los siete continentes del planeta, estos son: Mt. Aconcagua (Sudamérica); Mt. Denali (Norteamérica); Mt. Kilimanjaro (África); Mt. Elbrus (Europa); Pirámide del Carstensz y/o Mt. Kosciusko (Oceanía); Mt. Vinson (Antártida) y Mt. Everest (Asia).
Siete Islas del Mundo es llegar a la cima de los cimas más altas de las siete islas más grandes del mundo, estas son: Mt. Kerinci (isla de Sumatra);     Mt. Kinabalu (isla de Borneo); Mt. Fuji (isla de Honshu); Mt. Whilhelm (isla de Nueva Guinea); Mt. Tete Blanche (isla de Baffin); Mt. Gunnbjorns Fjeld (isla de Groenlandia) y Mt. Maromokotro (isla de Madagascar).
Siete Cimas Volcánicas del Mundo es llegar a la cima del volcán más alto de los siete continentes del planeta, estos son: Ojos del Salado (Sudamérica); Pico de Orizaba (Norteamérica); Kilimanjaro (África); Elbrus (Europa); Damavand (Asia); Giluwe (Oceanía) y Sidley (Antártida).
El 18 de enero de 2023 alcanzó la cima del volcán Sidley en la Antártida junto con Celine Jaccard (Suiza);Nilavishek Mukherjee (India); Caroline Leon (Australia);Marie-Pier Desharnais (Canadá);Adrian Ahritculesei (Rumania);Vambola Sipelgas (Estonia);Thierry Dewambrechies (Francia);Robert Gropel (Australia) & Eli Potter (Alaska). En una expedición organizada por Antarctic Logistics.
Estas fue la cima que le permitió completar dicho proyecto de la Trilogía 7+7+7
Ha publicado siete libros titulados
1) La Montaña es mi destino (1999)
2) Everest... así conquisté su cima (2001)
3) La Conquista de Siete Retos (2002)
4) Más allá del Everest (2004)
5) Nos vemos en la cumbre (2006)
6) Guatemala... tierra de volcanes (2008)
7) Todo empieza con un sueño (2022)
Todos pueden adquiridos en formato digital en su website: https://www.jaimevinals.shop  y  https://www.jaimevinals.com sitios donde se encuentra amplia información sobre la vida de Jaime Viñals, sus logros y sus próximos retos, así como mensajes motivacionales, de coaching y liderazgo.
Entre los grandes retos logrados hasta el momento, se destacan principalmente dos de ellos: Las Siete Cumbres del Mundo, que consiste en escalar la cima más alta de todos los continentes del planeta. Se inició este reto en el año de 1995 cuando se lograron conquistar las cimas del monte Aconcagua en Argentina, mayor cima del continente suraméricano y el monte Denali en Alaska, mayor cima del continente norteamericano. En el año de 1997, se continuó este proyecto logrando alcanzar la cima del Monte Kilimanjaro en Tanzania, mayor cima del continente africano. En 1998, fue el turno de la cima más alta del continente europeo, el monte Elbrus en Rusia. Ya para el año 1999 se lograba ascender a las cimas de la Pirámide del Carstensz en la isla de Nueva Guinea, en la región llamada Irian Jaya que pertenece a Indonesia y también el monte Kosciuszko, mayor cima de Australia. Se escalaron ambas cumbres para estar fuera de la polémica actual de definir cual es realmente la cumbre más alta del continente de Oceanía, por si algún día se ponen de acuerdo los geógrafos en cuestión, se decidió escalar ambas, por si acaso. Para el año 2000, se concretó la escalada a la cima más alta del continente antártico, el macizo Vinson y finalmente, en el año 2001 se alcanzó la cima más alta del continente asiático y del Mundo, el monte Everest.
Las Siete Islas del Mundo, o llamado también Siete Montañas + Siete Islas, consiste en escalar la cima más alta de las siete islas más grandes del planeta. Este reto se inició en el año 2002, escalando hasta la cima del monte Kerinci en la isla de Sumatra, ese mismo año también se concretó el ascenso a la cima del monte Kinabalu, mayor cima de la isla de Borneo y también ese mismo año se escaló a la cima del monte Whilhelm mayor cima de Papúa Nueva Guinea. A finales de ese mismo año 2002 también se lograba alcanzar la cima más alta de la isla de Honshu, el famoso monte Fuji, en condiciones invernales. Para el año 2003, se escaló la cima del Pico Mayor Teté Blanche en la isla de Baffin y también ese mismo año se logró la cima del Monte Gunnbjörns Fjeld mayor cima de la isla más grande del Mundo, la isla de Groenlandia. En el año 2004, continuando con este gran reto se escaló la cima del monte Ben Nevis, en condiciones invernales, mayor cima de la isla de Gran Bretaña, que es la isla más grande de Europa y la octava isla más grande del planeta. La razón de escalarla fue para mantener el mismo número de cumbres que logré en el reto de las Siete Cumbres del Mundo, es decir ocho. En el año 2006, se logró, después de solventar enormes dificultades políticas, económicas y de logística, viajar a la isla de Madagascar y escalar hasta la cima más alta de esa isla, el monte Maromokotro y finalizar exitosamente este gran reto en ese año.
Entre junio y julio de 2008 en una expedición especial "enlazó" el monte Ararat (Turquía) con el pico Teide (España), en una ascensión a cada uno de estos dos picos en un lapso de tiempo de menos de un mes. Conquistando primero la cumbre del Ararat el 24 de junio e inmediatamente después llegando a la isla de Tenerife para ascender al Teide que coronaría el 8 de julio. Con la conquista de estas cumbres, alcanzó 21 cimas logradas del listado internacional de las "50 cumbres más prominentes del mundo". El reto más reciente en finalizar fue también en el año 2008, cuando se culminó exitosamente el ascenso a las Siete Cumbres Andinas algo que nadie de Centroamérica y el Caribe había finalizado aún.

## Galardones
En 1995, Viñals fue condecorado con la Orden del Quetzal del Presidente de Guatemala Ramiro de León Carpio.

## Controversias
La comunidad montañera del país ha criticado duramente a Viñals, ya que durante sus conferencias sobre algunos de sus ascensos los datos aportados son incorrectos o simplemente imposibles de corroborar.[cita requerida] Probablemente, por presiones comerciales y de algunos de sus patrocinadores había llegado a admitir por ejemplo el haber escalado la montaña Cho Oyu de 8201 m en el año 2000, dato que se comprobó no era del todo cierto, ya que se retiró a las 7000 m, aparentemente por no querer afrontar una escala de 30 metros de hielo según el reporte de Robert Anderson. Igualmente ha ocurrido con otras historias contadas por él mismo sobre montañas de Belice, Nepal, China, Nicaragua, México y Estados Unidos entre otras.
Pero la mayor controversia se dio en el mismo ascenso al Everest del 2001, en donde aparentemente coronó la cima junto al Sherpa Andy Lapkass y tras complicarse el descenso ambos estuvieron al borde de la muerte, lo cual Viñals desmintió. Luego de ser entrevistado por Everest News, dio detalles de un ascenso sin complicaciones y de algunos problemas de cansancio de Andy Lapkass durante el descenso en donde tuvieron que vivaquiar a más de 8700 metros, según explicó él mismo habría dado ayuda a su sherpa.[cita requerida] Durante toda la entrevista restó importancia a lo sucedido y mostró su malestar por algunas publicaciones de prensa en donde se dijo que ambos habían fallecido. Pero la historia no encajaba del todo, las publicaciones que Viñals mencionó jamás se encontraron y en ese momento ya era noticia que un equipo de escaladores y una importante expedición científica cancelaban sus expediciones por asumir el rescate de Lapkass y Viñals, en donde ambos presentaban estados de salud muy graves.
Por otra parte, dos de los rescatadores, Chris Warner y Eric Simons, dieron sus respectivos reportes sobre lo sucedido a Everest News: Chris Warner’s Story 6/5/2001 y Deaths on Everest, Three climbers plus Babu Sherpa earlier, donde evidenciaron una historia totalmente distinta a la contada por Viñals, aportando además fotografías y vídeos. En algunas entrevistas en radio y otros medios, algunos de los rescatadores llegaron a ofenderse por la falta de profesionalidad de Viñals ya que ni siquiera tuvo, en un principio, la amabilidad de agradecer el haber sido rescatado de una muerte segura, sino además este parecía querer ignorar por completo el hecho. Parte de la historia también aparece en el video documental Found on Everest.
Más adelante el mismo Viñals se vio obligado a redactar una nota aclaratoria: The Jaime Vinals Story, en donde aducía que todo había sido parte de un error de su equipo publicitario.